# 1,1,2,2-Tetrafluorethan
1,1,2,2-Tetrafluorethan ist eine chemische Verbindung des Fluors aus der Gruppe der Fluorkohlenwasserstoffe.

## Gewinnung und Darstellung
1,1,2,2-Tetrafluorethan kann durch Hydrogenolyse von Cryofluoran gewonnen werden.

## Verwendung
1,1,2,2-Tetrafluorethan wird wegen seines niedrigeren Dampfdruckes im Gegensatz zu seinem Isomer 1,1,1,2-Tetrafluorethan selten als Kältemittel verwendet. Es wird zum Schäumen von Polystyrol verwendet.